# Школа тракторних бригадирів
Шко́ла тра́кторних бригади́рів (рос. Школа тракторных бригадиров, ерз. Школа тракторных бригадиров) — селище у складі Зубово-Полянського району Мордовії, Росія. Входить до складу Зубово-Полянського міського поселення.
Населення — 429 осіб (2010; 442 у 2002).
Національний склад (станом на 2002 рік):
- мокшани — 69 %
- росіяни — 29 %

Стара назва — Тракторний.